# Nalšia
Nalšia o Nalsene (in latino terra Nalsen; in lituano Nalšia; in bielorusso Нальшчаны?, Naĺščany) era la denominazione di una regione geografica abitata da Selonici e Aukštaitiani menzionata nel XIII secolo nei testi della cronaca rimata della Livonia e della cronaca degli anni passati.
Dopo il battesimo di Mindaugas nel 1253, il sovrano rinunciò ad una porzione della regione (detta Maleisines, all'estremo nord-est dell'odierna Lituania) in favore dell'arcivescovo di Riga. Il confine meridionale della Selonia correva lungo il fiume Sventas (oggi Šventoji), il fiume Latuva, il fiume Lėvuo fino al fiume Mūša.
Dopo l'assassinio di Mindaugas nel 1263, la Nalšia divenne un territorio conteso tra l'ordine di Livonia e il Granducato di Lituania. Dopo la battaglia di Grunwald del 1410, fu integrata definitivamente nel Granducato.

## Territorio
Stando a quanto riporta la cronaca rimata della Livonia, l'ordine livoniano intendeva acquisire nel 1250 la Lituania, la Samogizia e la Nalšia: la terza regione, in particolare, era indicata a nord-est dei possedimenti lituani detenuti da re Mindaugas. Quando scoppiò una guerra civile tra Mindaugas e i suoi nipoti Tautvila e Edvydas, le truppe crociate si allearono con questi ultimi e attaccarono le terre della Nalšia prima di spingersi altrove.
L'etnologo e linguista lettone Eduards Volters fu il primo a esprimere l'idea nel 1900 che la terra di Nalščane (земля Нальщанская, zemlya Nal'shchanskaya) menzionata nella prima cronaca di Novgorod fosse associata a nomi di località situate nell'Aukštaitija e, più precisamente, nel distretto di Utena. Oggi, nelle vicinanze di Utena, si rinvengono due fortezze di collina con nomi simili: quella di Nolėnai (Nolėnų piliakalnis) e quella di Noliškis (Noliškio piliakalnis).
La maggioranza della storiografia lituana concorda sull'idea che la terra di Nalšia fosse ubicata nel territorio dell'attuale Aukštaitija. Il medievalista lituano E. Gudavičius nei suoi studi sulle mappe della Confederazione polacco-lituana nel XIII secolo confermò in base ai suoi studi che la Nalšia si trovasse nel nord-est della Lituania, a sud di Daugavpils. Secondo un'altra ricostruzione, almeno una parte della terra di Nalsene era anche situata sulla riva destra del Daugava, nel territorio dell'attuale Letgallia.

## Storia
Inizialmente, la Nalšia dipendeva dal principato di Polack: fu inoltre un alleato del principato di Jersika guidato da Visvaldis tra il 1209 e il 1215, mentre imperversava la crociata livoniana, il conflitto che vedeva frapporsi le popolazioni locali e i cavalieri portaspada. Durante questa fase, l'odierna Lituania nord-orientale si liberò lentamente del dominio del rapporto di subordinazione nei confronti di Polack assaltando con il sostegno di altre popolazioni lituane il principe Wladimir: subito dopo il 1213, essendo tra l'altro fallito il tentativo del duca Daugirutis di allearsi con Novgorod, gli scontri dei locali proseguirono nel nord della Lettonia (nei feudi di Tālava e Lielvārde) sotto il controllo del vescovo Alberto di Riga, anche per breve tempo a seguito della morte del successore di Daugirutis, Stekšys.
Le crociate coinvolsero più da vicino la Nalšia una prima volta nel 1226, quando il vescovo di Selonia rinunciò ad avviare la sottomissione e al battesimo dei locali a favore della diocesi di Riga. Anche per questo motivo, gli scontri iniziarono solo nel 1235, anno in cui il maestro dei cavalieri portaspada Volkwin, organizzò per la prima volta una spedizione nella regione, conquistandone solo una parte. Nel 1237 il legato pontificio Guglielmo di Modena ridistribuì nuovamente le terre conquistate lungo la sponda sinistra del Daugava, la porzione della Nalšia assoggettata e le altre terre comprese tra i fiumi Daugava e Nemunas, rendendole parte della diocesi di Semigallia. Durante questo periodo, il duca di Nalšia, massima autorità nella regione, strinse un'alleanza con il duca di Lituania Mindaugas sposando sua sorella. Nel 1244, i sacerdoti dei luoghi limitrofi conclusero un'alleanza militare con Dietrich von Grüningen, il Gran maestro dell'Ordine di Livonia. Nel 1245, i cavalieri condussero una campagna contro la Nalšia occupando la fortezza principale e sottomettendo il suo sovrano Lengvenis.
Durante la guerra civile lituana del 1250, i livoniani eseguirono una campagna tra la Nalšia, la Lituania e la Samogizia per sconfiggere gli alleati di Mindaugas. Dopo la vittoria di quest'ultimo e il suo battesimo nel 1253, il nuovo re della Lituania rinunciò a una fetta della regione come da accordo per la sua incoronazione all'arcivescovo di Riga. Il confine meridionale della Selonia concessa correva lungo il fiume Sventas (Šventoji), il fiume Latuva, il fiume Lėvuo fino al fiume Mūša.
Secondo la cronaca degli anni passati, nel 1258 nella regione si verificò un'incursione ad opera dei mongoli, che a quel tempo stavano per sottomettere il principato di Smolensk. Dopo la sconfitta dell'ordine tedesco nel 1260 nella battaglia di Durbe contro Mindaugas, il duca di Nalšia Dovmont prese parte in prima persona alla congiura che portò tre anni dopo all'uccisione del sovrano lituano. Il codice Ipaziano del 1264 racconta della campagna avviata dal figlio di Mindaugas, Vaišvilkas con il sostegno del principe Švarnas di Galizia e Volinia che portò alla nomina del primo come terzo granduca nella storia della Lituania, che mantenne rapporti amichevoli anche con l'ordine di Livonia. Dovmont dovette fuggire dalla Nalšia giungendo a Pskov (il che dimostrerebbe che la zona nord-orientale della Lituania fosse quella più vicina alla cultura slava) e diventando poi principe della città russa.
L'ultimo principe di cui si ha notizia della Nalšia, Suksė, era vassallo dell'arcivescovo di Riga e fu costretto a fuggire in Letgallia a seguito di eventi controversi che lo riguardarono. Tra il 1271 e il 1274 partecipò alla campagna dell'ordine di Livonia contro il sovrano lituano Traidenis, durante la quale morì, anche se per cause naturali.
Dopo il 1274 la Nalšia divenne parte del Granducato di Lituania e la regione viene menzionata per l'ultima volta nel 1298, scomparendo poi dalle fonti. Nelle guerre del XIV secolo tra Lituania e Terra Mariana, la Nalšia fu completamente distrutta e si spopolò in maniera graduale. Quando Guilbert de Lannoy viaggio da Daugavpils a Vilnius nell'inverno del 1413, la descrisse come segue: "Spostandomi da Daugavpils (Dimmebourg) alla Livonia, sono giunto nel Regno della Lituania attraversando una vasta foresta, e ho viaggiato per due giorni e due notti senza trovare insediamenti abitati; Ho attraversato sette o otto grandi laghi ghiacciati".

## Duchi di Nalšia
- Daugirutis (prima del 1209-1213), cognato di Visvaldis, principe di Jersika.
- Steksys (1213-1214) - un comandante militare lituano ucciso nel 1214 vicino a Lielvārde.
- Daujotas e Vilikaila - i fratelli e principi lituani (kņazi) menzionati in un trattato stipulato con la Galizia-Volinia nel 1219.
- Lengvenis (1242 circa-1260), marito o figlio della sorella di Mindaugas. Intorno al 1245, i fratelli a lui ostili Tūšis, Mļģerīns e Ģiņģeikis lo fecero prigioniero e lo consegnarono al maestro dell'ordine di Livonia.
- Dovmont (1260 circa-1265), in seguito Principe di Pskov (1266-1299).
- Gerdenis (1264 - 1267), principe di Nalšia e Polack, cedette parte della Letgallia all'ordine di Livonia.[15]
- Suksė (1267 - 1273), insieme a suo fratello, si recò a Riga nel 1262, dove accettò di convertirsi e il nome da battezzato era Nicola (in latino: Suxe sive Nicholaus). Dopo la morte di Gerdenis, ricevette in maniera graduale la terra di Nalšia diventando feudatario per conto dell'arcivescovo di Riga Alberto. Viene menzionato nella cronaca delle battaglie svoltesi presso Nalšia.